# Ryongtongsa
Le temple de Ryongthong (령통사) se trouve à Ryongthong, dans la vallée du mont Ogwan à 10 km de la ville de Kaesong. 
Le temple a été la base du célèbre grand prêtre Taegak, qui a fondé et diffusé le chonthae, une secte du bouddhisme. Il a existé jusqu'au XVIe siècle, quand il a été détruit. Il était l'un des temples les plus importants de l'époque.
Couvrant une superficie de plus de 60 000 mètres carrés avec 26 bâtiments, le temple a été restauré à son état d'origine en 2005 avec le soutien du Parti des travailleurs de Corée.
La pagode à cinq niveaux du temple de Ryongthong est un des trésors nationaux de Corée du Nord tout comme le monument en l'honneur du grand prêtre.